# Любченко, Панас Петрович
Пана́с Петро́вич Лю́бченко (укр. Панас Петрович Любченко; 2 (14) января 1897 — 30 августа 1937) — советский и украинский политический деятель.

## Биография
Родился в семье крестьянина. С 1913 года член Украинской партии социалистов-революционеров (позже УКП «боротьбистов»), в 1920 году вступил в КП(б)У (зачёт партстажа с 1918).
В 1914 году окончил военно-фельдшерскую школу в Киеве, вёл революционную работу в действующей армии. В 1917—1918 годах член Киевского Совета и ревкома.
После гражданской войны — на советской и партийной работе: председатель Черниговского губисполкома, Всеукраинского союза сельхозкооперации, Киевского окружного исполкома и Киевского горсовета, председатель Киевского губисполкома.
В 1927—1934 годах секретарь ЦК КП(б)У, кандидат в члены Политбюро ЦК КП(б)У. Одновременно с 1933 года заместитель, с 28 апреля 1934 по 30 августа 1937 года председатель СНК УССР.  Делегат XV, XVI, XVII съездов ВКП(б), на XVII съезде избран кандидатом в члены ЦК ВКП(б). Член ЦИК СССР. Входил в состав редакционной коллегии журнала Більшовик України. Один из инициаторов создания журнала «Літопис революції». Награждён орденом Ленина.
В условиях «культа личности» и усиления политических репрессий на августовском 1937 года пленуме ЦК КП(б)У был необоснованно обвинён в руководстве контрреволюционной националистической организацией на Украине. Любченко отверг все обвинения. Во время перерыва в работе пленума 30 августа 1937 года он вернулся домой, застрелил свою жену, после чего покончил с собой.
По неофициальной версии застрелены работниками НКВД.

## Реабилитация
В 1965 году реабилитирован. Первый секретарь Компартии Украины Пётр Шелест лично обращался в ЦК КПСС с просьбой «дать согласие на рассмотрение вопроса о посмертной реабилитации в партийном отношении» председателя Совнаркома УССР в 1934—1937 годах, одного из лидеров партии боротьбистов Панаса Любченко.

## Изображения

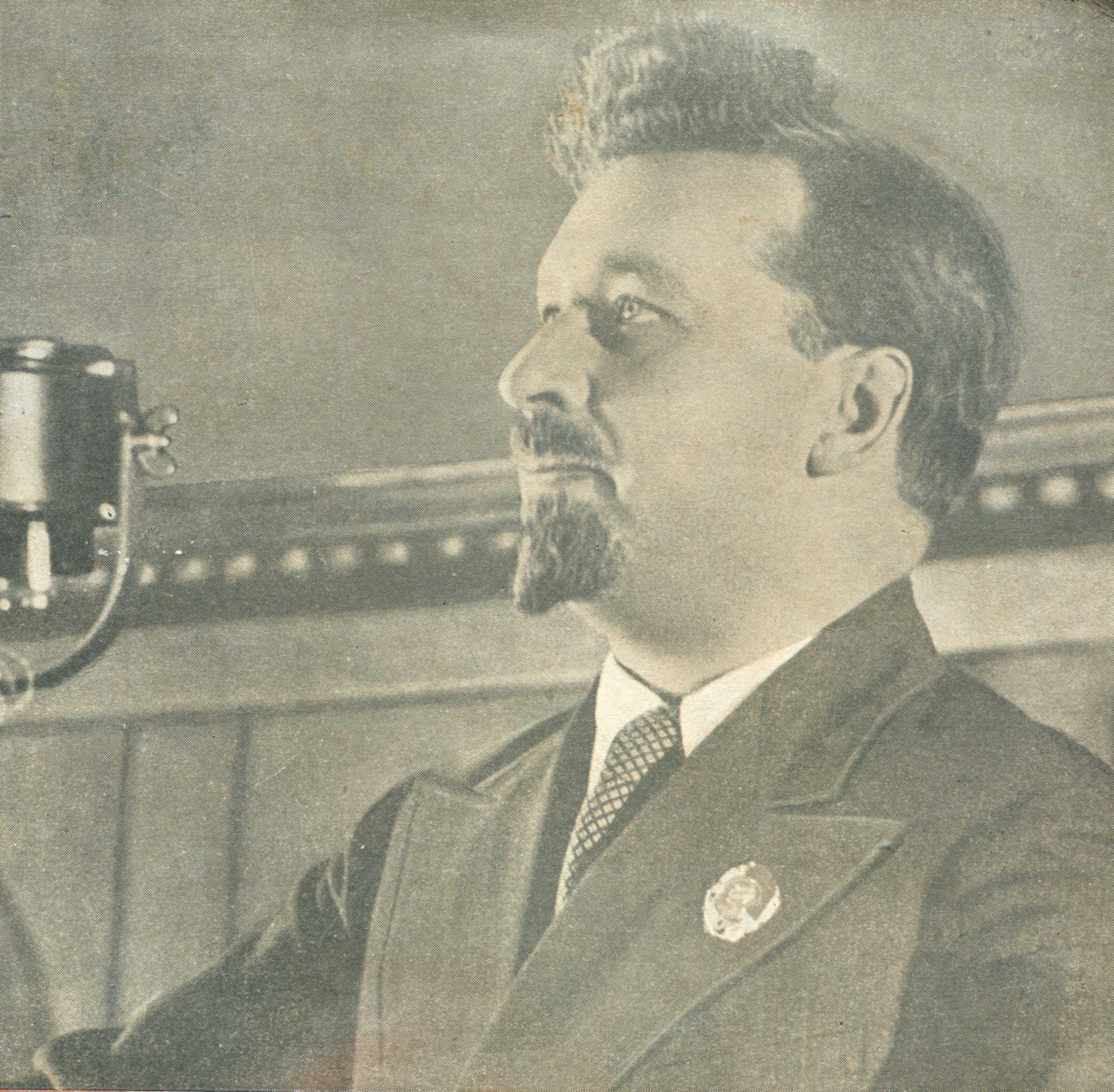
Председатель Совнаркома УССР на трибуне Чрезвычайного VIII Всесоюзного съезда Советов, ноябрь 1936 г.